# Église Notre-Dame-de-l'Assomption de Saint-Martory
L'église Notre-Dame-de-l'Assomption de Saint-Martory est une église catholique située à Saint-Martory, dans le département français de la Haute-Garonne en France.

## Historique
La première église date du XIIe siècle. Elle fut reconstruite en 1397 par le chapitre de Saint-Bertrand-de-Comminges. Le clocher comprend deux tours dont une a été ajoutée au XVIIe siècle.
Le portail roman date du XIIe siècle, il provient d'une porte latérale de l'abbatiale Sainte-Marie, édifiée à l'abbaye de Bonnefont.

## Description

### Extérieur
La porte romane est ornée de huit voussures reposant sur des colonnettes à chapiteaux, datant du second âge roman languedocien.
Sont inscrits à l'inventaire des monuments historiques :
- Un mécanisme de cloche datant du XIXe siècle[2].

### Intérieur
Sont classés au titre objet des monuments historiques :
- Une statue dite Notre-Dame du bon accueil datant du XVIIIe siècle[3].
- Un tableau "Mater Dolorosa" daté de 1845[4].
- Un bénitier en marbre blanc datant du XIIe siècle[5].
- Un plat de quête datant du XVIe siècle[6].
- Un chasuble et un dalmatique datant du XVIIIe siècle[7].
- Une pietà datant du XVIe siècle[8].

Sont inscrits à l'inventaire des monuments historiques :
- Trois statuettes de saint Roch, saint Bertrand et de la Vierge à l'Enfant datant du XVIIIe siècle[9].
- Une Croix en fer datant du XIVe siècle[10].

#### Chapelle de la Vierge Marie
- Un tableau "Mater Dolorosa" de 1845 peint par Hippolyte Flandrin (élève d'Ingres), il a été réalisé pour le prince Berghes souhaitant décorer l'autel de la chapelle mortuaire de son épouse. Le tableau est encastré dans une boiserie néo-gothique. Il représente la Vierge des douleurs, Marie tenant dans ses mains la couronne d'épines et les trois clous qui ont servi à crucifier Jésus-Christ sur la croix. Les représentations de la Crucifixion et de la Lamentation deviennent indépendantes à partir du XVe siècle[1].
- Une statue de sainte Élisabeth de Hongrie.
- Une statue de sainte Bernadette.
- Plaque d'une sépulture, dessous est inscrit en ancien français : En cette sépulture - Monument de douleur, de vénération et d'amour. Repose - Josephe Pauline Claire Mathilde de Marin - Princesse de Berghes, Saint-Winock. Fondatrice des écoles chrétiennes de cette ville. Elle naquit le XXIII mars MDCCCVI (23 mars 1806. Elle mourut le XX mai MDCCCXLI (20 mai 1841). Jour de l'Ascension de Notre Seigneur.

#### Chapelle du Sacré-Cœur de Jésus (à gauche du chœur)
Une magnifique croix en pierre (appelée croix de Saint-Martory) datant du XVe siècle, elle représente la crucifixion avec Marie et saint Jean l'Évangéliste, elle provient de l'abbaye de Bonnefont. La colonne a disparu, elle a été remplacée par une colonne romaine. Cette croix a une copie conservée à Belpech.
L'autel et le tabernacle sont en marbre blanc orné de feuilles dorées. Le tabernacle est surmonté d'un crucifix.
Le vitrail représente le Sacré-Cœur de Jésus.

#### Lechœur
Au premier plan l'autel en bois servant aujourd'hui. Le maître-autel et le tabernacle sont en marbre blanc, le tabernacle est surmonté d'une statue de l'Assomption de Marie.

##### Les vitraux de l'abside
Cinq vitraux sont placés dans l'abside.
De gauche à droite :
- La Vierge Marie couronnée reine du ciel et survoler de deux anges, elle est adorée de deux sainte dans le ciel et trois saintes sur la terre.
- Un arbre où est représenté trois patriarches et deux prophètes avec à on sommet la Vierge Marie à l'Enfant. De bas en haut : Abraham, Isaac, Jacob, et deux prophètes.
- Le vitrail du milieu représente la Vierge Marie couronnée reine du ciel, à ses côtés deux anges qui la présente, au-dessous trois anges, un jouant de la musique et deux autres tenant un message.
- L'arbre de Jessé avec à son sommet la Vierge à l'Enfant. De bas en haut : David (avec la harpe), Salomon, Roboam et Abia.
- La Vierge Marie couronnée reine du ciel tenant des rameaux et des couronnes, elle est entourée de deux anges, au-dessus et au-dessous un ange tient un message. Au bas du vitrail est représenté trois saintes : sainte Eugénie, sainte Appolline, et sainte Catherine.

#### Chapelle de l'Enfant Jésus de Prague(à droite du choeur)
L'autel et le tabernacle en forme de tour sont en marbre blanc orné de feuilles dorées.
Le tabernacle est surmonté d'une statue de l'Enfant Jésus de Prague tenant le globe terrestre de la main gauche et bénissant de la main droite.

#### Chapelle de Notre-Dame de Monconfort
À l'intérieur, un autel tabernacle en pierre avec trois tours surmontré d'un crucifix, et des reliquaires provenant de l'abbaye de Bonnefont, ils ont été déplacés à la chapelle de Notre-Dame de Monconfort. Le tabernacle est sculpté de feuilles et de fleurs.
Les reliques de sainte Flore, de saint Générous et de saint Victorien reposèrent dans chapelle de Notre-Dame de Monconfort jusqu'à leur transfert solennelle dans l'église de Saint-Martory le 26 août 1699.
L'autel renferme la pierre sacrée appartenant auparavant à la chapelle dédié à la Vierge Marie de l'abbaye de Bonnefont.

## Galerie

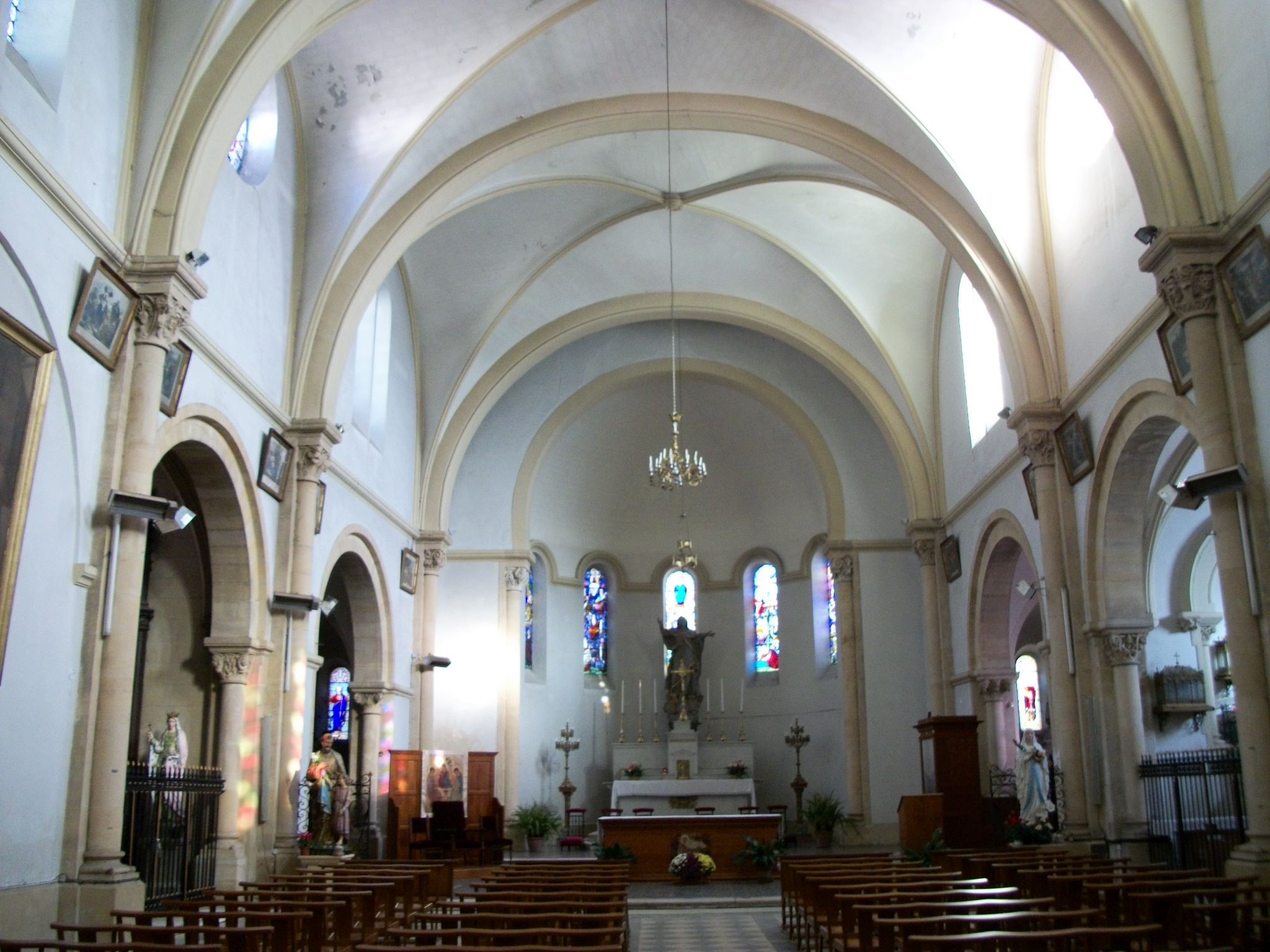
La nef
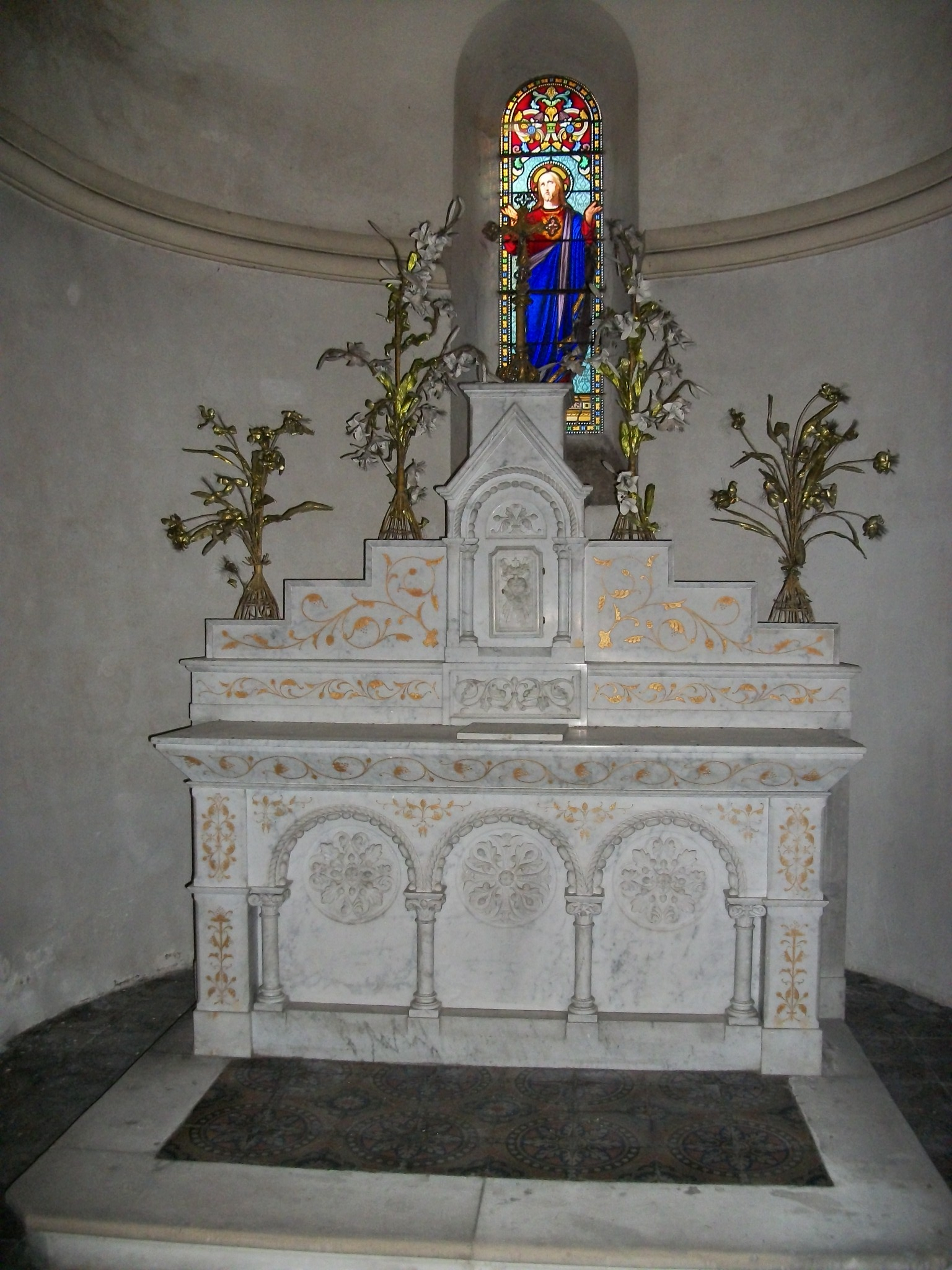
En arrière plan le vitrail représente le Sacré-Coeur de Jésus
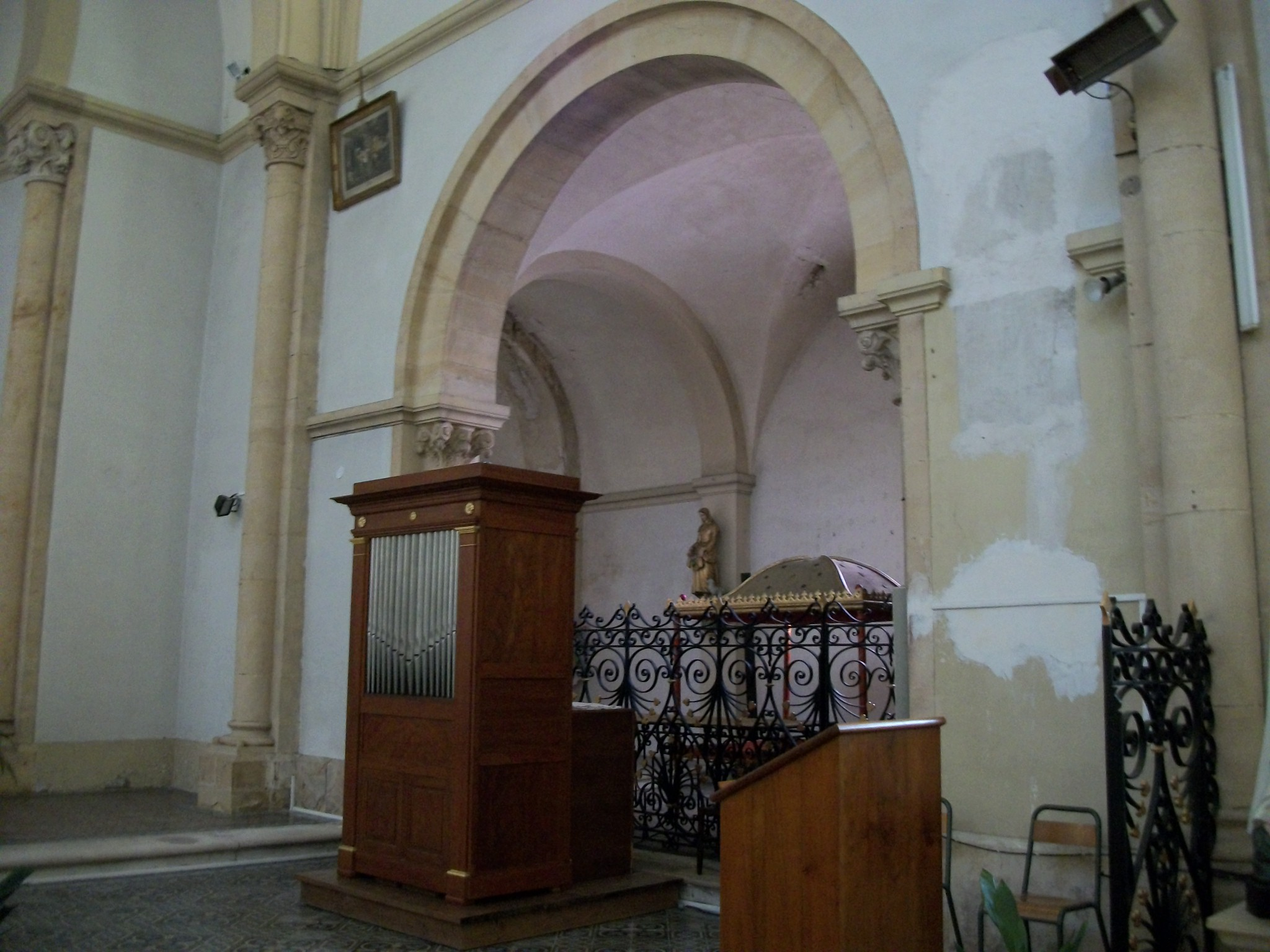
Chapelle à droite du choeur. Devant un petit orgue
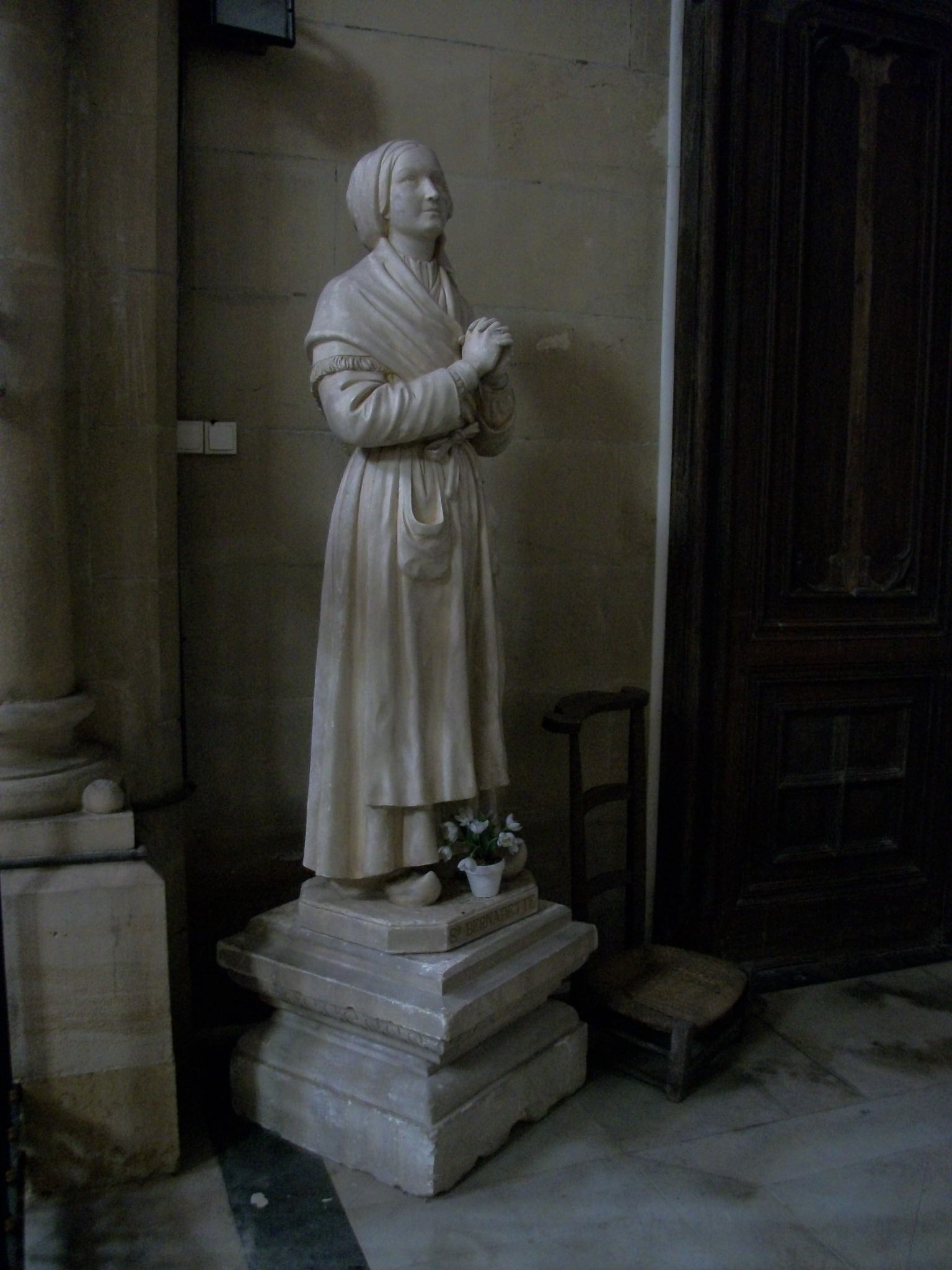
Statue de sainte Bernadette.
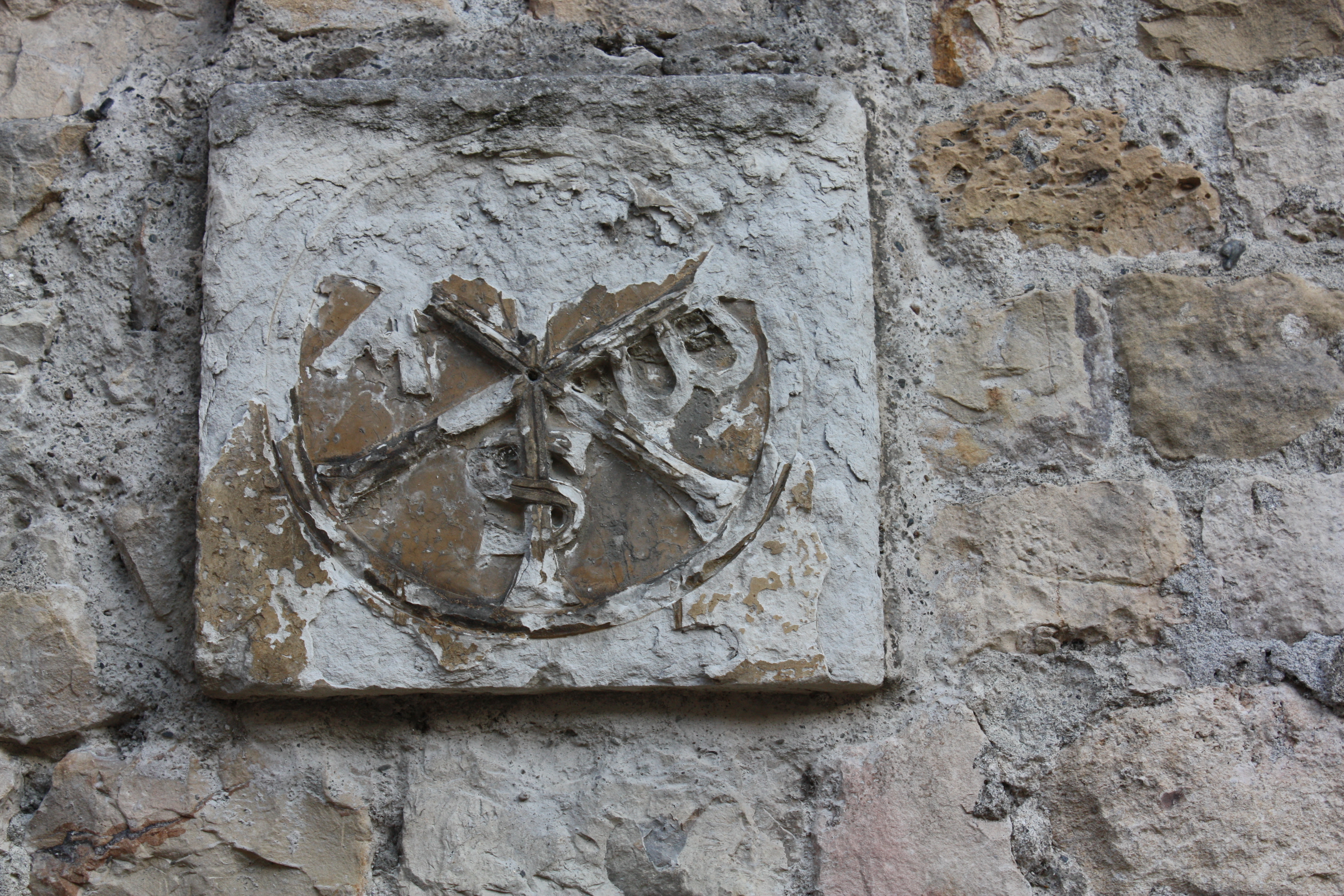
Un chrisme
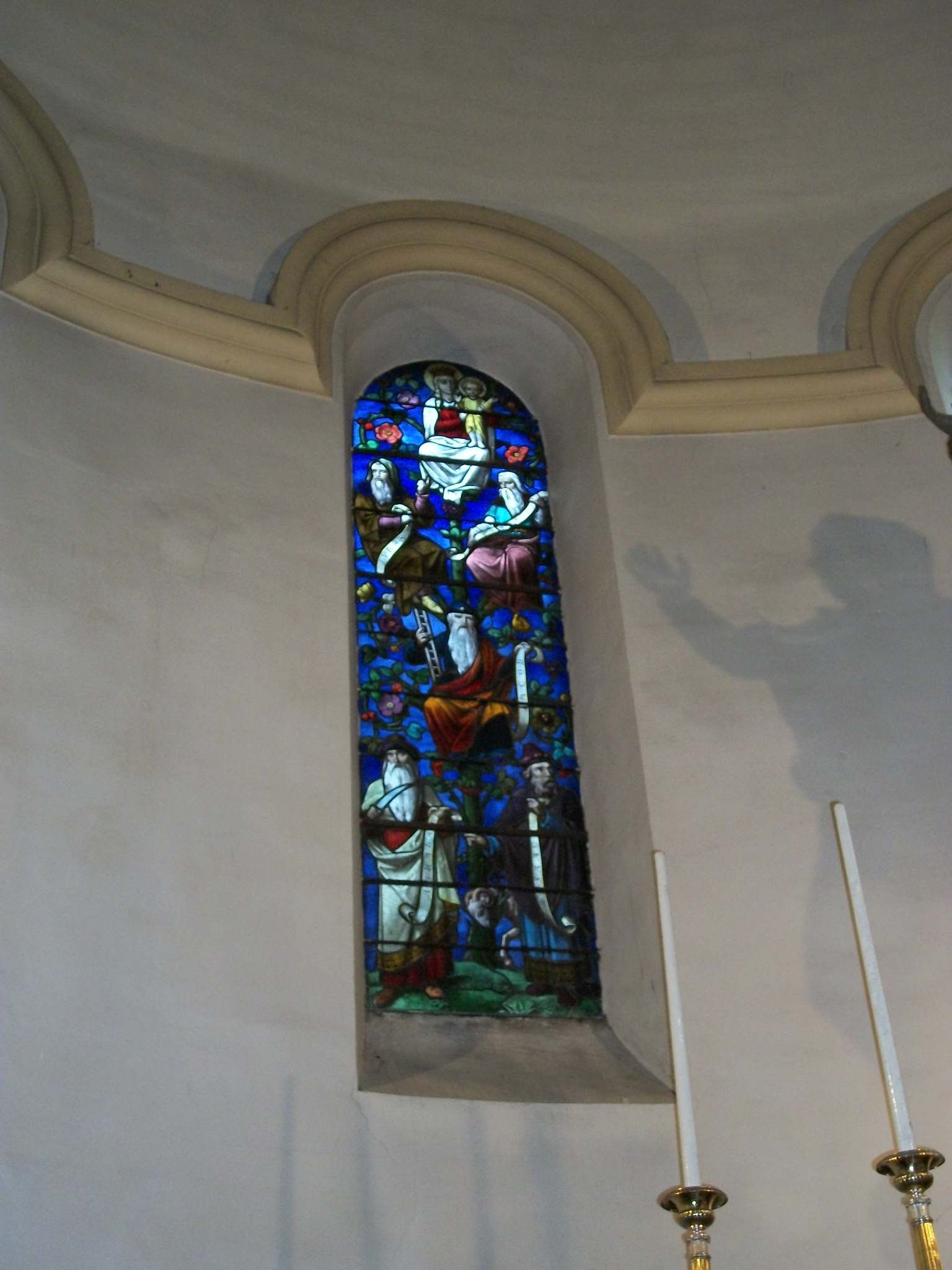
Un arbre où est représenté trois patriarches et deux prophètes avec à on sommet la Vierge Marie à l'Enfant